# Magistère de l'Église catholique
Pour l’article homonyme, voir Magistère.
Le magistère de l'Église catholique  (du latin magister, « celui qui enseigne, le maître ») désigne l'autorité pastorale exercée en matière de foi et de morale par l'ensemble des évêques, en communion avec le pape, sur les fidèles catholiques.
Il repose sur une fonction d'enseignement considérée comme inhérente à la mission ecclésiale. Bien que l'Église ait toujours assuré une responsabilité doctrinale, le terme « magistère » prend son sens actuel au XIXe siècle, notamment sous les pontificats de  Grégoire XVI et Pie IX.
Son exercice distingue trois formes : le « magistère ordinaire et universel », ainsi que le « magistère extraordinaire » (ou solennel) sont considérés comme infaillibles lorsqu'ils proclament une doctrine à tenir de manière définitive ; à l'inverse, le « magistère simplement authentique », forme d'enseignement la plus habituelle de l'Église, bien qu'il exige l'assentiment des fidèles, n'est pas infaillible.

## Définition

### Origine
Si « il a toujours existé dans l’Église une fonction d’enseignement liée, soit à des charismes, soit à une autorité elle-même douée de charismes »,  l’expression « le magistère », dans son acception actuelle — désignant l’organe chargé d’exercer avec autorité une fonction d’enseignement —, est relativement récente. Elle apparaît dans différents écrits théologiques du XVIIIe siècle puis s'affirme chez des canonistes allemands du début du XIXe siècle. Parmi ces derniers, le juriste Ferdinand Walter (de)  introduit en 1823 une distinction tripartite des pouvoirs ecclésiastiques entre une potestas magisterii (« le pouvoir du magistère »), une potestas ordinis (« le pouvoir de l'ordre ») et une potestas iurisdictionis sive ecclesiastica in specie.(pouvoir de juridiction ou bien ecclésiastique en particulier). Cette distinction est reprise ensuite par différents auteurs et le terme « magistère » entre dès lors dans le vocabulaire ecclésiastique.

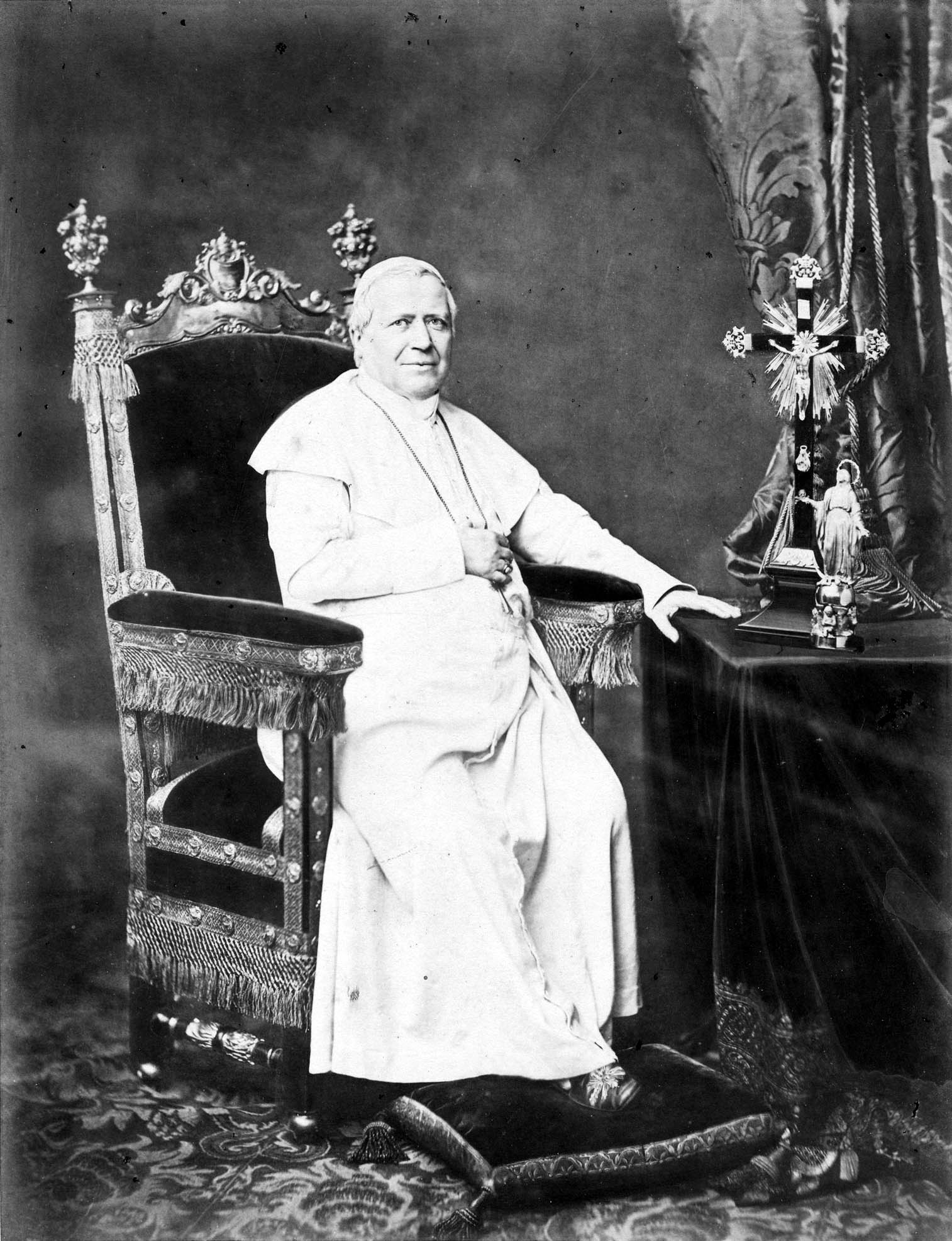
Pie IX vers 1864.

L'emploi de Magisterium, au sens de « corps des pasteurs » exerçant avec autorité d'enseignement, s'annonce avec Grégoire XVI (1831-1846) et son successeur Pie IX (1846-1878), contemporain de la série des encycliques de ces deux pontifes qui débute avec Mirari vos (1832). Grégoire XVI utilise lui-même terme dès 1835 pour la première fois, dans une lettre adressée au clergé de Suisse à propos des dispositions des Articles de Baden, puis, la même année dans le bref Dum acerbissimas qui condamne le théologien Georg Hermes.
Ensuite, Pie IX, de retour d'exil, l'utilise en 1849 dans l'encyclique Nostis et nobiscum (en) dans laquelle, après avoir fortement insisté sur l'autorité du siège de Pierre, il affirme qu'on ne peut s'opposer la foi catholique sans rejeter en même temps l'autorité romaine. En 1863, il reprend l'expression dans la lettre pontificale Tuas libenter adressée à l'archevêque de Munich Gregor von Scherr pour critiquer un congrès de théologiens réunis à l'instigation d'Ignaz von Döllinger en septembre, congrès où l'on a manqué, selon le pape, de la nécessaire « oboedientia debita erga magisterium Ecclesiae » (« l'obéissance due envers le magistère de l'Église »). Le terme peut revêtir ensuite, selon les différents pontifes et théologiens qui en usent, diverses acceptions, désignant tantôt un corps de pasteurs tantôt une fonction ou encore l'office et l'activité d'enseignement, quand il ne désigne pas à la fois la fonction et ceux qui l'exercent. Le terme devient d'usage plus courant sous les pontificats de Pie XII et, bien qu'avec une moindre constance, de Paul VI.

### Textes
Dei Verbum (1965) explique au paragraphe 10 :

« La charge d'interpréter authentiquement la parole de Dieu, transmise ou écrite, a été confiée au seul Magistère vivant de l'Église, dont l'autorité s'exerce au nom de Jésus-Christ. Ce Magistère n'est pas au-dessus de la parole de Dieu ; il la sert, n'enseignant que ce qui a été transmis, puisque, en vertu de l'ordre divin et de l'assistance du Saint-Esprit, il écoute pieusement la parole, la garde religieusement, l'explique fidèlement, et puise dans cet unique dépôt de la foi tout ce qu'il nous propose à croire comme étant divinement révélé. »

Le Magistère s'exprime dans des occasions moins solennelles, dans les actes pontificaux (encycliques, motu proprio, etc.), ou des préfets des congrégations de la curie romaine, en particulier le préfet de la Congrégation pour la doctrine de la foi. Le Magistère est alors qualifié de « simplement authentique » : à cet enseignement ordinaire, les fidèles doivent « donner l’assentiment religieux de leur esprit » (LG 25) qui se distingue de l’assentiment de la foi et le prolonge.
Ces questions ont également été traitées en 1998 par le Motu proprio Ad Tuendam Fidem (la note doctrinale qui l'accompagne précise des points relatifs à l'infaillibilité).

## Degrés du magistère
On distingue trois types de magistères : le magistère ordinaire et universel qui fonde les affirmations du Credo, s'exerçant au quotidien dans les actes du Saint-Siège ou dans l'enseignement des évêques en communion avec le pape ; le magistère extraordinaire (ou solennel) de l’Église qui désigne l’enseignement solennel d’une vérité dogmatique, s'exerçant principalement dans les conciles et dans les promulgations dogmatiques du pape après consultation des évêques ; ces deux premiers magistères sont dits « infaillibles ». Le magistère (simplement) authentique, non infaillible, est porté par les déclarations de la hiérarchie — Pape, Curie, synodes, évêques... — qui n'ont toutefois pas le caractère contraignant des deux magistères précédents et constituent la forme d'enseignement la plus habituelle de l'Église.

### Magistère ordinaire et universel
Le « Magistère ordinaire et universel des évêques » est un enseignement universel (valable partout et de tout temps : semper et ubique (canon de Saint Vincent de Lérins), en communion avec le pape. Il suppose la commune adhésion de foi des fidèles. Il est considéré comme divinement révélé et donc irréformable. Il est défini dès 1863, dans la lettre Tuas libenter, du pape Pie IX, puis, par Pie XII, dans Munificentissimus Deus qui traite du dogme de l’Assomption, enfin, par Lumen Gentium au n°25 et par le catéchisme de l'Église catholique au §892 :

« L’assistance divine est encore donnée aux successeurs des apôtres, enseignant en communion avec le successeur de Pierre, et, d’une manière particulière, à l’évêque de Rome, Pasteur de toute l’Église, lorsque, sans arriver à une définition infaillible et sans se prononcer d’une « manière définitive », ils proposent dans l’exercice du Magistère ordinaire un enseignement qui conduit à une meilleure intelligence de la Révélation en matière de foi et de mœurs. À cet enseignement ordinaire les fidèles doivent « donner l’assentiment religieux de leur esprit » (LG 25) qui se distingue de l’assentiment de la foi et le prolonge. »

### Magistère extraordinaire
Le « magistère extraordinaire » désigne l'ensemble des actes pontificaux et conciliaires dont l'objet est la définition solennelle d'une doctrine sur la foi ou les mœurs. Sa définition se trouve dans Lumen Gentium au n° 25, dans le Catéchisme de l'Église catholique au §891 et dans le canon 749 :

« Can. 749 - § 1. Le Pontife Suprême, en vertu de sa charge, jouit de l'infaillibilité dans le magistère lorsque, comme Pasteur et Docteur suprême de tous les fidèles auquel il appartient de confirmer ses frères dans la foi, il proclame par un acte décisif une doctrine à tenir sur la foi ou les mœurs.
§ 2. Le Collège des Évêques jouit lui aussi de l'infaillibilité dans le magistère lorsque les Évêques assemblés en Concile Œcuménique exercent le magistère comme docteurs et juges de la foi et des mœurs, et déclarent pour l'Église tout entière qu'il faut tenir de manière définitive une doctrine qui concerne la foi ou les mœurs ; ou bien encore lorsque les évêques, dispersés à travers le monde, gardant le lien de la communion entre eux et avec le successeur de Pierre, enseignant authentiquement en union avec ce même Pontife Romain ce qui concerne la foi ou les mœurs, s'accordent sur un point de doctrine à tenir de manière définitive. »

Le dernier acte de ce type posé par un pape est la proclamation du dogme de l'Assomption de la Vierge Marie par l'encyclique Munificentissimus Deus en 1950. Le concile Vatican I a quant à lui défini le dogme de l'infaillibilité pontificale en 1870.

### Ouvrages et articles spécialisés
- René-Michel Roberge, « La fonction magistérielle : Rappel de quelques insistances », Laval théologique et philosophique, vol. 69, no 3,‎ 2013, p. 435–447 (ISSN 0023-9054).
- Jean-François Chiron, « « Une barrière éternelle » : L'autorité de l'Église dans la définition du dogme au XIXe siècle », Recherches de Science Religieuse, vol. 94, no 1,‎ 2006, p. 29–52 (ISSN 0034-1258).
- Bernard Sesboüé, Le magistère à l'épreuve : Autorité, vérité et liberté dans l'Église, Desclée de Brouwer, 2001 (ISBN 978-2-2200-4869-7).
- Jean-François Chiron, « Le magistère dans l’histoire », Recherches de science religieuse, vol. 87, no 4,‎ octobre-décembre 1999, p. 483-518.
- Bernard Sesboüé, « La notion de magistère dans l’histoire de l’Église et la théologie », L’Année canonique, vol. 31,‎ 1988, p. 55-94.
- Yves Congar, « Pour une histoire sémantique du terme « Magisterium » », Revue des Sciences philosophiques et théologiques, vol. 60, no 1,‎ 1976, p. 85–98 (ISSN 0035-2209).

### Ouvrages généralistes
- Yves Bruley, Histoire de la papauté, Éditions C.L.D., 2008.
- Patrick Levaye, Géopolitique du catholicisme, Éditions Ellipses, 2007,  (ISBN 2-7298-3523-7).
- Yves-Marie Hilaire (dir.), Histoire de la papauté : 2000 ans de mission et de tribulation, Points/Histoire, 2003  (ISBN 978-2-02-059006-8).
- Philippe Levillain (dir.), Dictionnaire historique de la papauté, Paris, Fayard, 2003 (ISBN 2-213-618577).
- Philippe Levillain et François-Charles Uginet, Le Vatican ou les frontières de la grâce, Paris, Calmann-Lévy, 1992.